# 河南府

河南省の河南府の位置（1820年）

河南府（かなんふ）は、中国にかつて存在した府。唐代から民国初年にかけて、現在の河南省洛陽市一帯に設置された。

## 概要
隋の河南郡や唐初の洛州を前身とする。
713年（開元元年）、唐により洛州は河南府に昇格した。742年（天宝元年）、東京とされた。東京河南府は河南道に属し、河南・洛陽・偃師・鞏・緱氏・告成・登封・陸渾・伊闕・伊陽・寿安・新安・福昌・澠池・長水・永寧・密・河清・潁陽・河陽・汜水・温・河陰・陽翟・済源・王屋の26県を管轄した。
五代十国時代の後梁や後晋が河南府を西京とし、北宋もそれを引き継いだ。西京河南府は京西北路に属し、河南・洛陽・偃師・鞏・永安・新安・密・福昌・伊陽・澠池・永寧・長水・寿安・河清・潁陽・登封の16県と阜財監を管轄した。
金のとき、河南府は南京路に属し、洛陽・偃師・宜陽・登封・鞏・芝田・孟津・新安・澠池の9県と龍門・緱氏・洛口・長泉の4鎮を管轄した。1217年（興定元年）、河南府は中京とされ、金昌府と改称された。
元初に金昌府は河南府の称にもどされた。後に河南府は河南府路に昇格した。河南府路は河南江北等処行中書省に属し、録事司と直属の洛陽・偃師・宜陽・永寧・登封・鞏・孟津・新安の8県と陝州に属する陝・霊宝・閿郷・澠池の4県、合わせて1司1州12県を管轄した。
1368年（洪武元年）、明により河南府路は河南府にもどされた。河南府は河南省に属し、直属の洛陽・偃師・宜陽・永寧・登封・鞏・孟津・新安・澠池・嵩・盧氏の11県と陝州に属する霊宝・閿郷の2県、合わせて1州13県を管轄した。
清のとき、河南府は河南省に属し、洛陽・偃師・宜陽・永寧・登封・鞏・孟津・新安・澠池・嵩の10県を管轄した。
1913年、中華民国により河南府は廃止された。